# Павловец, Марфа Васильевна
Ма́рфа Васи́льевна Павловец (бел. Марфа Васілеўна Паўлавец; 25 июля 1916, Велятичи, Борисовский уезд — 11 октября 2007, Минск) — советская и белорусская врач-нейрохирург. Доктор медицинских наук (1971). Заслуженный врач Белорусской ССР (1964). Ветеран Великой Отечественной войны.

## Биография
Родилась 25 июля 1916 года в селе Велятичи Борисовского уезда (ныне — Минская область).
Училась в местной школе. С отличием окончила Борисовский рабфак.
В 1939 году с отличием окончила Минский медицинский институт. В том же году поступила в Военно-медицинскую академию имени Кирова в Ленинграде. После прохождения специальной военно-медицинской подготовки и принятия присяги ей было присвоено звание военврач 3-го ранга и выдано направление в первую армию на Дальнем Востоке.
До 1940 года проходила службу ординатором в расположенном на станции Раздольное хирургическом отделении гарнизонного госпиталя, после чего получила перевод в Белорусский военный округ, где служила врачом в танковом батальоне, дислоцированном на станции Баравуха.
В связи с рождением дочери Люси в мае 1941 года вернулась к своим родителям в деревню Велятичи, где и встретила начало Великой Отечественной войны. Оставив ребёнка бабушке, приняла активное участие в создании для партизанского отряда действующей в подполье группы вместе со своим мужем П. Я. Гаро.
В апреле 1943 года была переведена в действовавший в Могилёвской области 61-й партизанский отряд, ставший впоследствии партизанской бригадой. В ноябре 1943 года была переведена в специальный отряд разведчиков начальником санитарной службы. С этим отрядом прошла от Могилёва до Пинска. Состояла на военной службе до 26.02.1946.
В 1948—1988 годах работала в Белорусском научно-исследовательском институте неврологии в нейро-хирургическом отделе.
В 1959 году защитила диссертацию на соискание учёной степени кандидата медицинских наук «Регенерация нерва при первичном и вторичном шве в условиях биологического тубажа различными тканями».
В 1971 году в Москве в институте нейрохирургии имени Бурденко Академии медицинских наук СССР защитила получившую единодушные одобрение и признание диссертацию на соискание учёной степени доктора медицинских наук по теме «Клиника, диагностика и хирургическое лечение внутримозговых кровоизлияний различной этиологии».
С 1962 года — преподаватель Белорусского института усовершенствования врачей.
В 1989—1996 годах работала консультантом-нейрохирургом в республиканском диагностическом центре в Минске.
Жила с дочерью и внуками в Минске.
Умерла 11 октября 2007 года в Минске.

## Научная деятельность
Автор многочисленных публикаций по нейрохирургии головного мозга. Работы по вопросам регенерации периферических нервов, диагностике и лечению опухолей спинного мозга и внутримозговым кровотечениям.

## Сочинения
Опубликовала более 70 научных работ, включая монографию:
- Внутримозговые кровоизлияния [Текст] : Этиология, клиника, диагностика и лечение / М. В. Павловец, д-р мед. наук. — Минск : Беларусь, 1976. — 159 с. : ил.; 20 см.

## Награды
- Два ордена Красной Звезды;
- орден Отечественной войны I степени;
- орден Отечественной войны II степени[источник не указан 269 дней];
- медаль «За отвагу»[источник не указан 269 дней];
- заслуженный врач Белорусской ССР (1964[6]);
- четыре почётные грамоты Верховного Совета Белорусской ССР;
- почётный гражданин Борисовского района Минской области (22 июня 2004[источник не указан 270 дней]).

## Память
Одна из улиц Борисова названа в честь Марфы Васильевны Павловец.